# Prudencio Indurain
Prudencio Indurain Larraya (6 juni 1968) is een voormalig Spaans wielrenner.
Prudencio Indurain is de jongere broer van Miguel Indurain en verwierf vooral bekendheid toen hij in de Ronde van Frankrijk van 1993 bijna door zijn broer uit de wedstrijd werd gereden. In de tijdrit rond het Lac de Madine eindigde Prudencio Indurain namelijk als voorlaatste. Zijn broer Miguel won de tijdrit, maar kreeg vlak voor de finish een lekke band, waardoor hij ongeveer 20 seconden verloor. Door dit tijdverlies eindigde Prudencio precies binnen de tijdslimiet. Om deze reden zijn sommigen van mening dat de lekke band geen toeval was maar gesimuleerd werd.
Prudencio Indurain startte vier keer in de Tour de France. Zijn eerste twee Tours reed hij in dienst van zijn broer Miguel bij Banesto. In 1993 werd hij 126ste in het algemeen eindklassement, en in 1996 58ste. In 1998 stapte hij over naar de nieuwe Spaanse formatie Vitalicio Seguros. In 1998 stapte deze ploeg, uit boosheid over de onverwachte dopingcontroles, uit de Tour. Prudencio werd dus ook niet geklasseerd. In 1999, zijn laatste jaar als beroepswielrenner, werd hij 76ste in de stand om de gele trui.

## Belangrijkste overwinningen
1996
- 1e etappe Ronde van Alentejo
- 2e etappe Ronde van Alentejo
- 5e etappe Ronde van Alentejo

## Resultaten in voornaamste wedstrijden
| Jaar | Ronde van Italië | Ronde van Frankrijk | Ronde van Spanje |
| ---- | ---------------- | ------------------- | ---------------- |
| 1992 | 132e             |                     |                  |
| 1993 | 63e              | 126e                |                  |
| 1994 | 50e              |                     |                  |
| 1995 | 97e              |                     |                  |
| 1996 |                  | 58e                 |                  |
| 1997 |                  |                     | 44e              |
| 1998 |                  | opgave              | opgave           |
| 1999 | 45e              | 76e                 |                  |

| Jaar | Milaan-San Remo | Luik-Bast.‑Luik |
| ---- | --------------- | --------------- |
| 1992 |                 |                 |
| 1993 | 148e            |                 |
| 1994 |                 |                 |
| 1995 | 155e            |                 |
| 1996 |                 |                 |
| 1997 |                 | 101e            |
| 1998 |                 |                 |
| 1999 |                 |                 |